# جلول
جلول هي منطقة أثرية وقرية في العاصمة عمان، في المنطقة الغربية للمملكة الأردنية الهاشمية.

## الأنثروبولجيا
يمتد موقع تل جلول على مساحة 18 فدان وهو أكبر تل أثري في منطقة الهضبة الأردنية الوسطى. تبعد مسافة 5 كم (3.1 ميل) عن شرق مدينة مادبا وغرب مطار الملكة علياء الدولي. التل مستطيل الشكل ويبلغ قياسه حوالي 300 × 240 متراً (980 قدماً × 790 قدماً).

### الأبحاث والحملات الاستكشافية
تم الإبلاغ عن أثار قديمة في تل جلول من قبل العديد من المستكشفين في القرن التاسع عشر. المستكشف الألماني أولريش سيتزن أثناء استكشافاته (1805-1807) في شرق الأردن قال أن جلول موقع أثري مدمر شمال مادبا. تم ذكرها أيضاً في عام 1812 من قبل المستكشف السويسري يوهان لودفيك بركهارت. وقد وصف الرحالة الإنجليزي جيمس سلك بكنغهام جلول أثناء زيارته للمنطقة عام 1816، وقال أن تل جلول من أكبر المواقع الأثرية التي رأها في إمارة شرق الأردن بعد منطقة وسط عمّان. وأضاف أن الموقع الأثري يأتي فوق أرض حاكمة ومطلة على مساحة أرض واسعة خاصة نحو الجنوب. وأشار بكنغهام إلى أن المنطقة تحتوي على مساحة فارغة بالمنتصف وأبنية وأعمدة وحجارة مهدمة في الشرق والغرب، بعض الحجارة منقوش عليها، وأشار لوجود عدد قليل من الخزانات الأرضية والكهوف والمقابر والتوابيت، والتي تبين الحطام المحزن لتاريخ قديم فيه نوع من البذخ والسلطة.
في عام 1856 عرضت جلول لأول مرة على الخرائط، ولكن كان تحديد موقعها خاطئ في خريطة كيبرت لفلسطين، وذلك بوضعها على بعد 6 كم من شمال غرب مادبا. وفي عام 1867 وضعت على الخريطة بشكل صحيح بواسطة تشارلز وارين الذي كان بحملة استكشاف لغور الأردن. لاحظ هنري بيكر تريسترام في عام 1872 أن جلول كان «خراباً صغيراً على ما يبدو لحصن وقرية». قام غوتليب شوماخر بإشارات وأوصاف أخرى عن جلول في عام 1891 وكذلك المستشرق الويس موسيل عام 1896. قام عالم الآثار الأمريكي روبرت إيباخ بمسح جلول عام 1976 أثناء العمل في موقعي تل حسبان وتل العميري من قبل فريق من مشروع سهول مادبا وجامعة أندروز. وأشار إلى أنه كان «موقعاً رئيسياً» من الأنقاض، بما في ذلك «الجدران المحفوظة فوق عتبات الأبواب والأقواس التي لا تزال سليمة».

### الحفريات
بدأت أعمال التنقيب في الموقع من قبل مشروع سهول مادبا التابع لجامعة أندروز في عام 1992 بعد الحصول على إذن من دائرة الآثار الأردنية، وذلك بعد أن تم رفض طلب سابق للتنقيب في عام 1984 بسبب مخاوف أمنية محلية. في ذلك الوقت، كان التل الأثري الذي أقيم عليه جلول مملوكًا لعكاش الزبن، الذي تنازل عن حقوق الأرض في الموقع للحكومة الأردنية.

## قرية جلول الحديثة
في مايو 1883 ذكر الرحالة أنطونين جوسن أن قرية جلول هي واحدة من 9 قرى زراعية بدوية كانت منتشرة في قضاء مدينة السلط. وبما يقارب عام 1900 امتلكت عشيرة الزبن من بنو صخر قرية جلول بالإضافة لعدة مناطق أخرى مثل حوارة وأم قصير ونتل وذلك بهدف استغلالها بالزراعة. وكانت تلك الفترة التي سيطر الفلاحين من بنو صخر على حوالي 15 خربة لزراعتها تحت زعامة سطام بن فايز، وذلك بعد أخذها من حماه علي ذياب العدوان، وهو زعيم البدو الذين كانوا يسيطرون على هذه المناطق.
ومنذ عام 2009 بدأت البيوت تبنى خاصة غرب التل، وفي شرق التل فيها بساتين زيتون وبعض البيوت الخاصة.

## روابط خارجية
. خريطة الأقمار الصناعية في Maplandia.com